# Зиммерн (Хунсрюк)
Зиммерн (нем. Simmern/Hunsrück) — город в Германии, районный центр, расположен в земле Рейнланд-Пфальц.
Входит в состав района Рейн-Хунсрюк. Подчиняется управлению Зиммерн. Население составляет 7574 человека (на 31 декабря 2010 года). Занимает площадь 11,96 км². Официальный код — 07 140 07 144.

## Фотографии

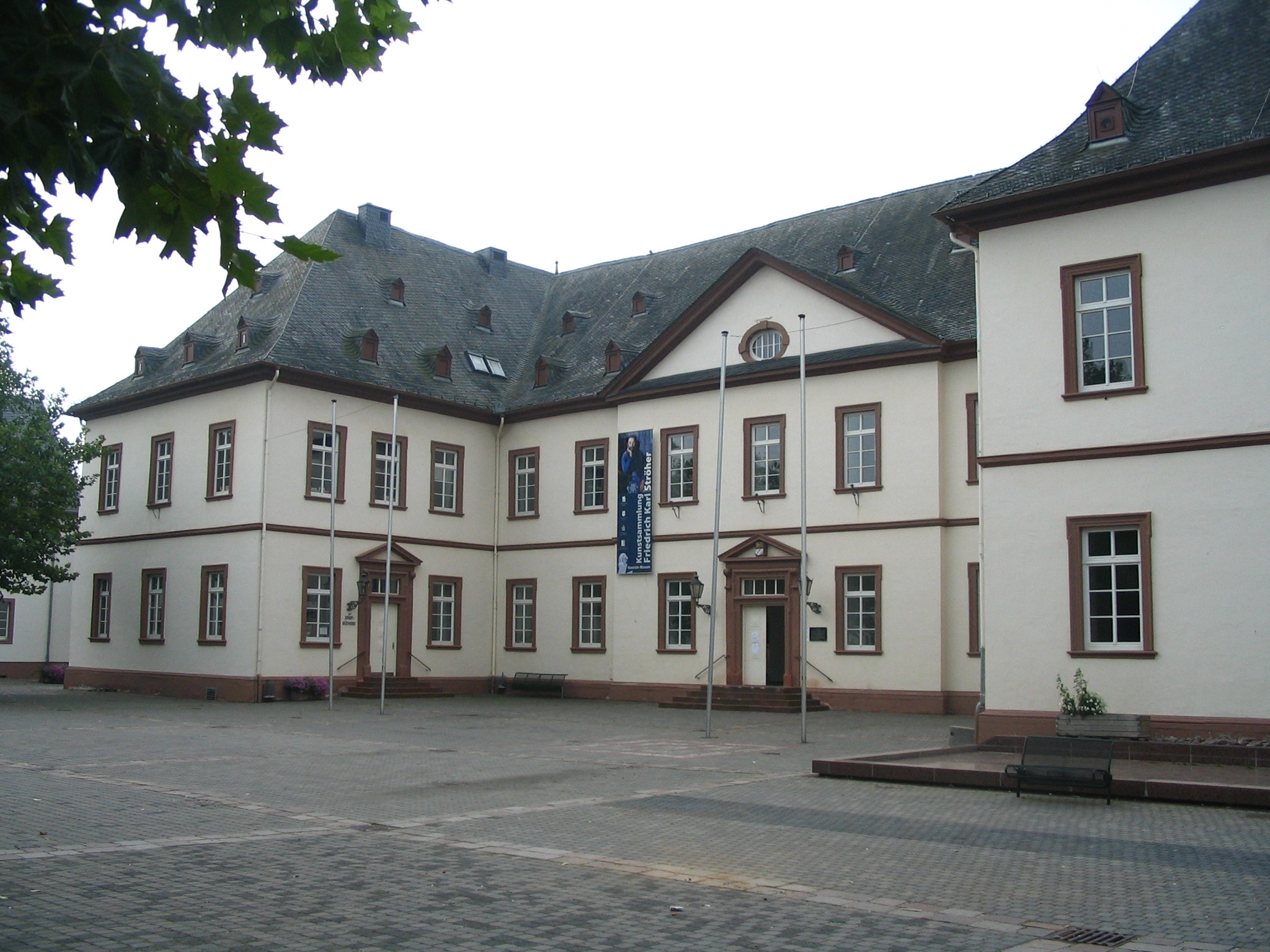
Замок
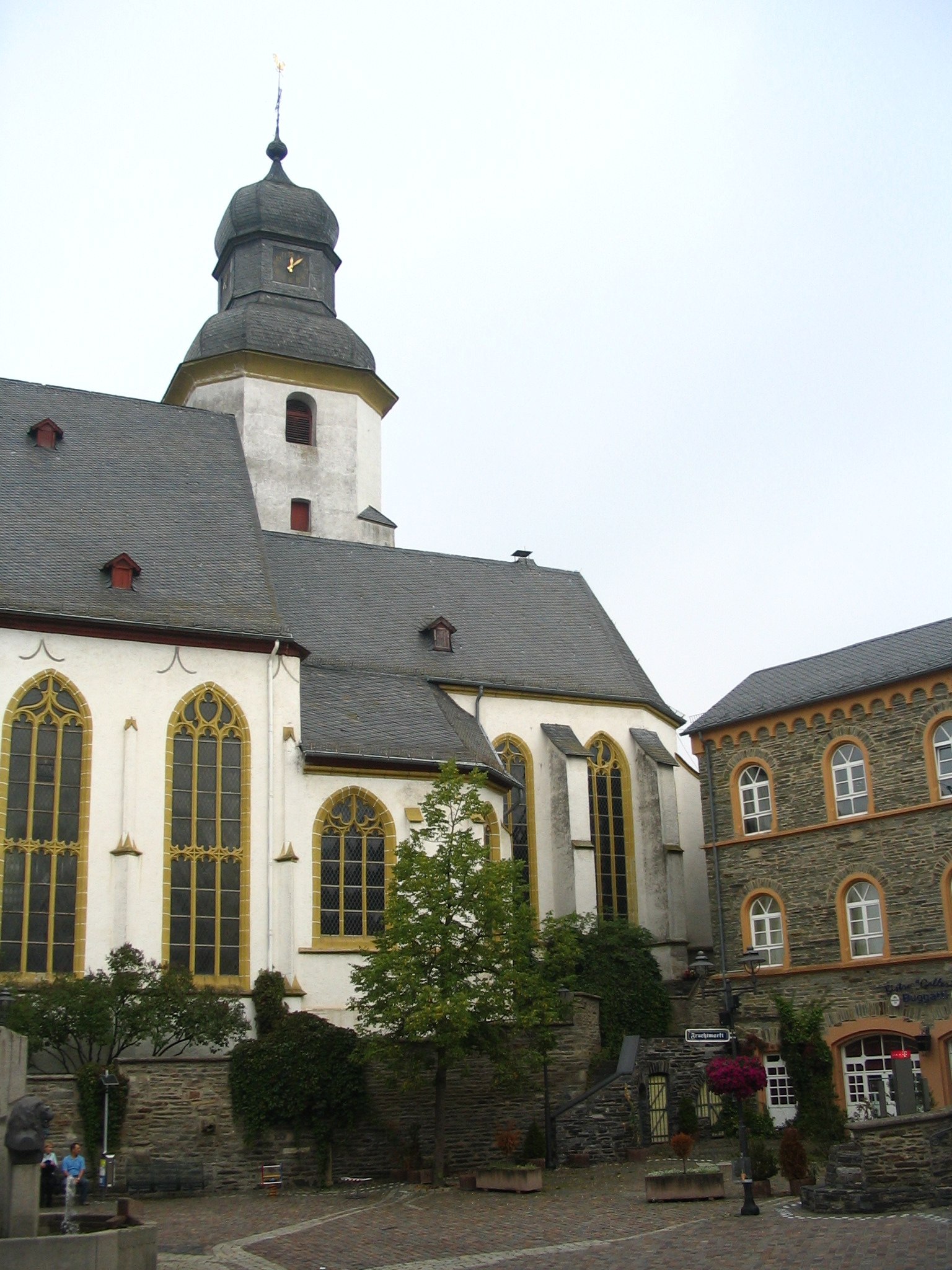
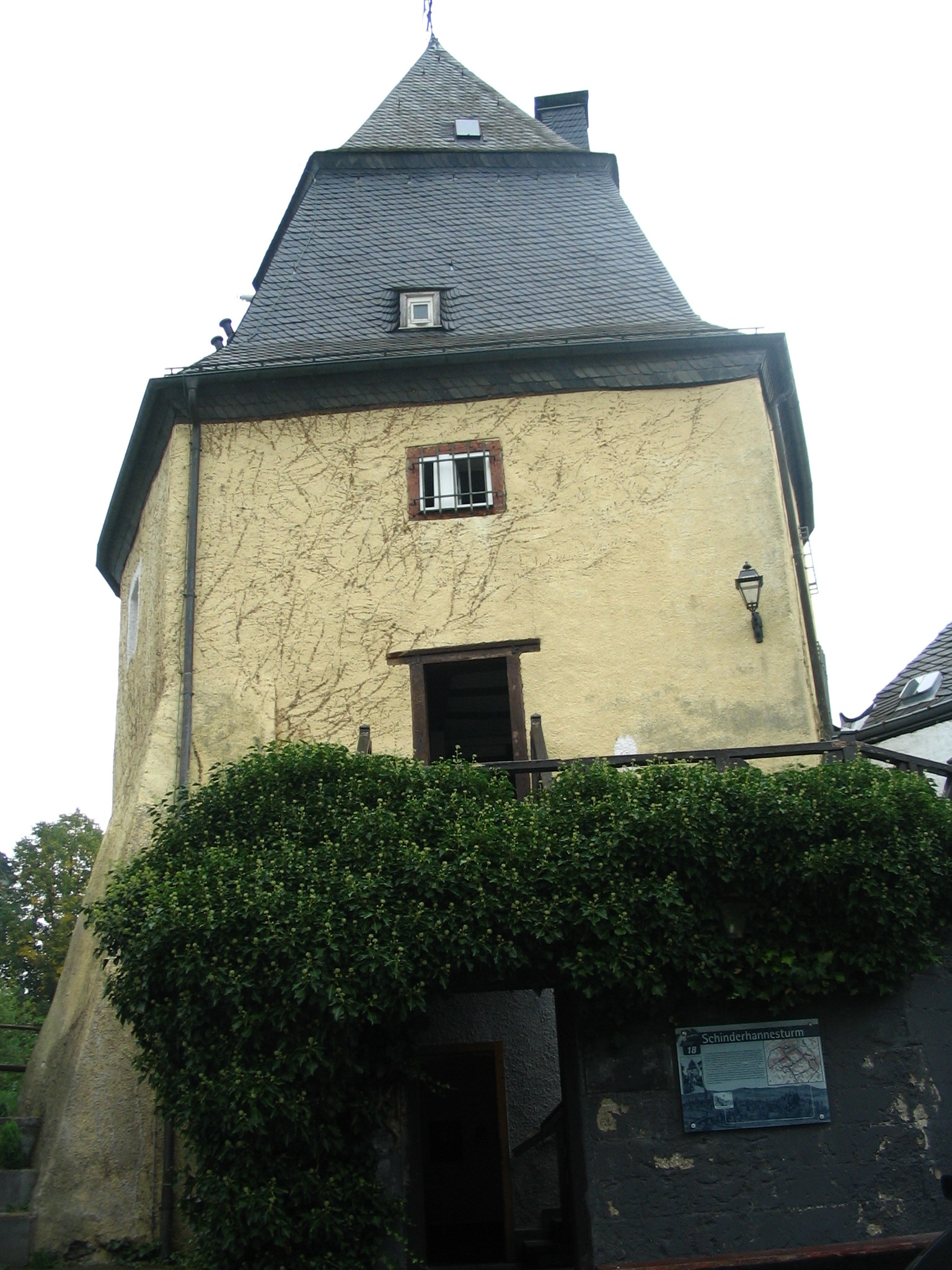